# Indusi

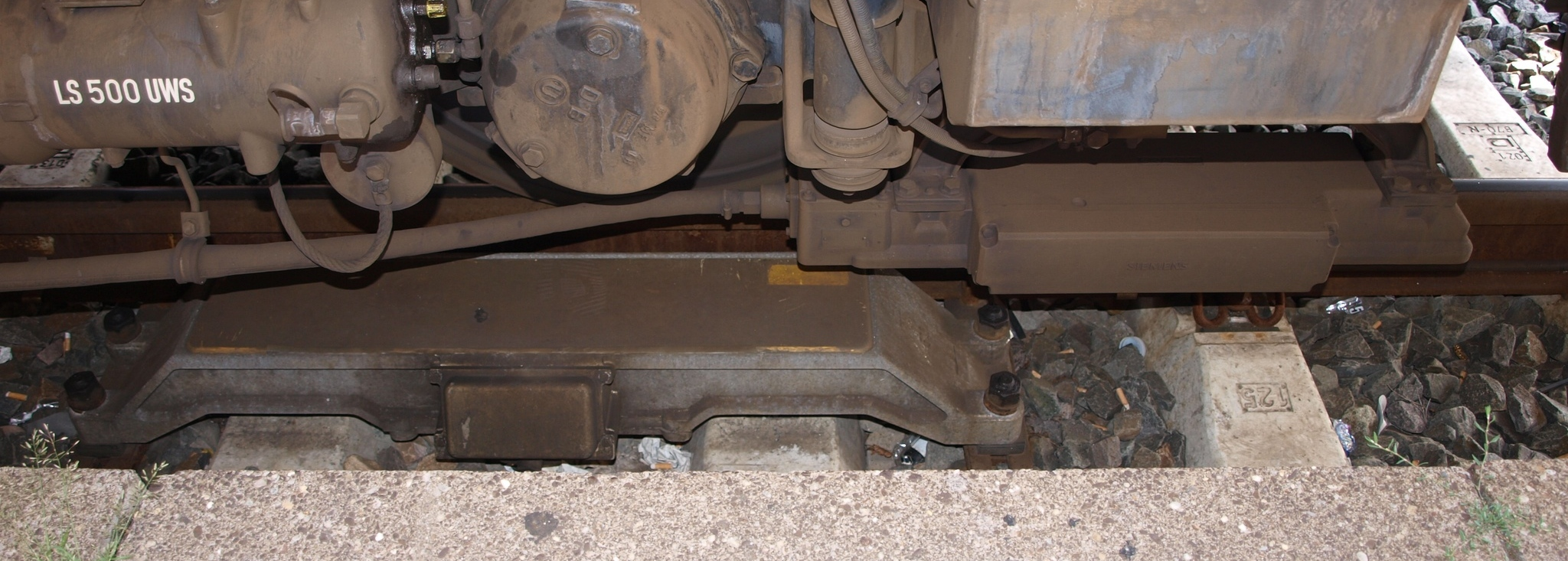
Indusi-Gleismagnet (unten links) und Fahrzeugmagnet (rechts)

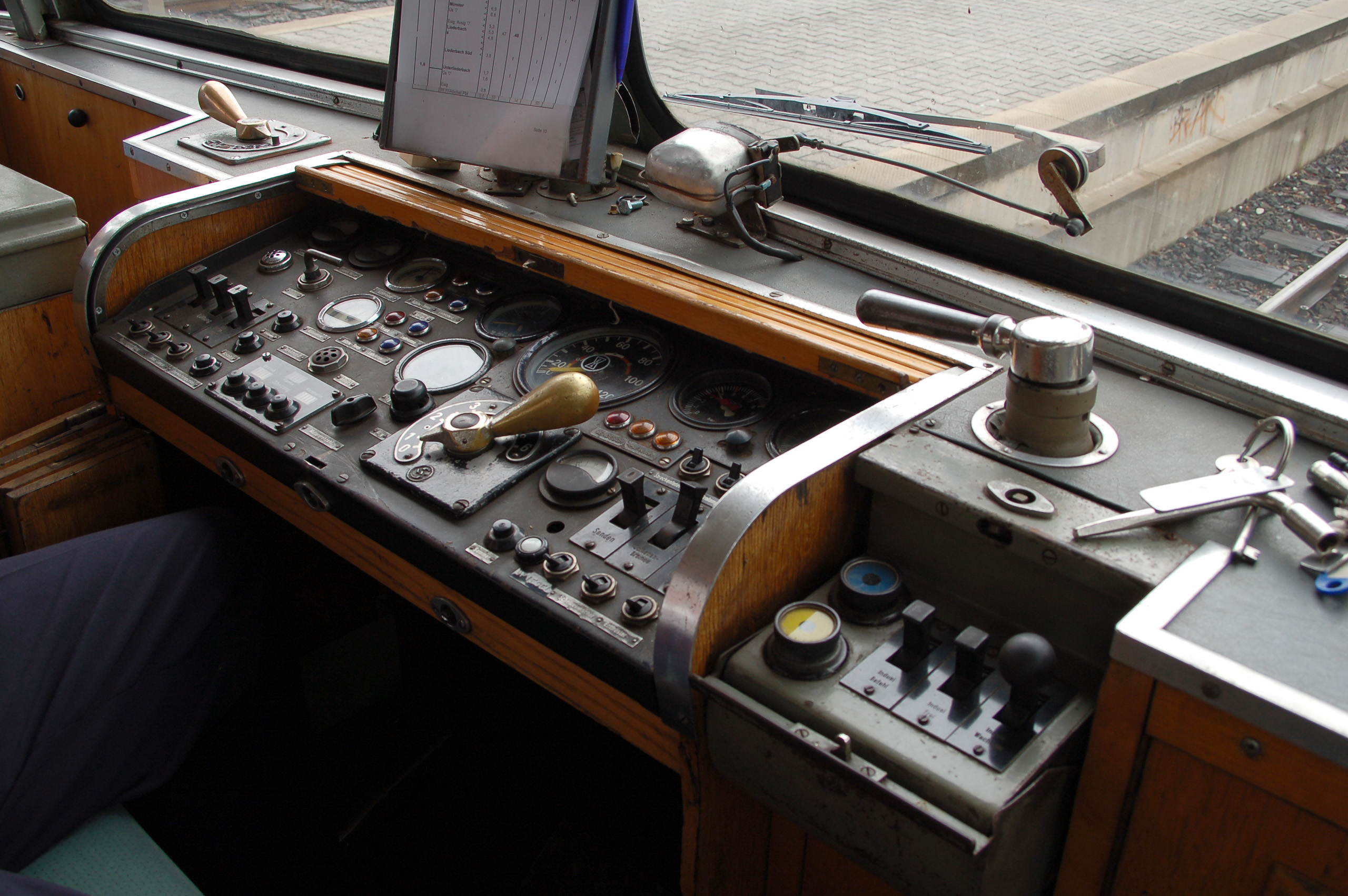
Uerdinger Schienenbus. Rechts neben dem eigentlichen Steuerpult die nachgerüstete Indusi-Konsole.

Indusi heißt die seit 1934 im deutschen Eisenbahnnetz verwendete induktive Zugbeeinflussung der Dreifrequenz-Resonanzbauart. Es handelt sich hierbei um eine punktförmige Zugbeeinflussung. Ursprünglich wurde sie als Induktive Zugsicherung bezeichnet. Sie wird in dieser Form auch in Österreich, Rumänien, Israel und in den Nachfolgestaaten Jugoslawiens verwendet.
Die moderne mikroprozessorgesteuerte Variante dieser Zugbeeinflussung wird als Punktförmige Zugbeeinflussung, kurz PZB, bezeichnet.

## Geschichte

### Deutsche Reichsbahn

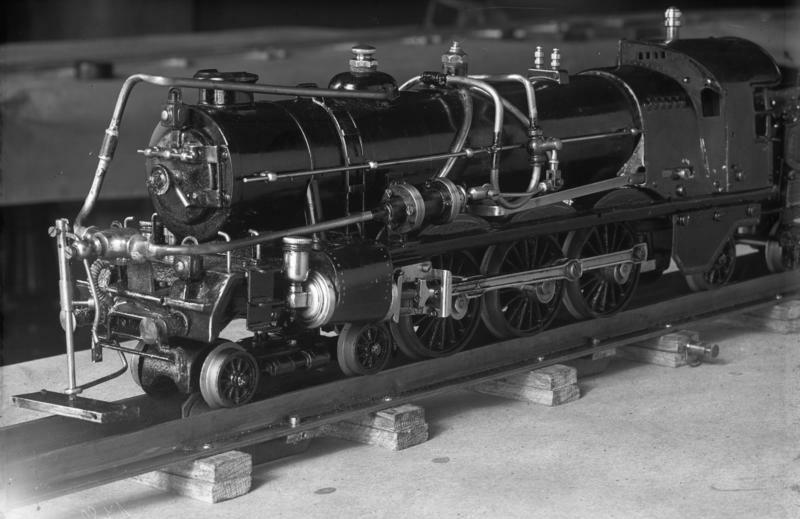
Ein frühes Funktionsmodell, welches anschaulich eine vom Magnet ausgelöste mechanische Einwirkung auf die Dampfzuleitungen einer Lokomotive zeigt.

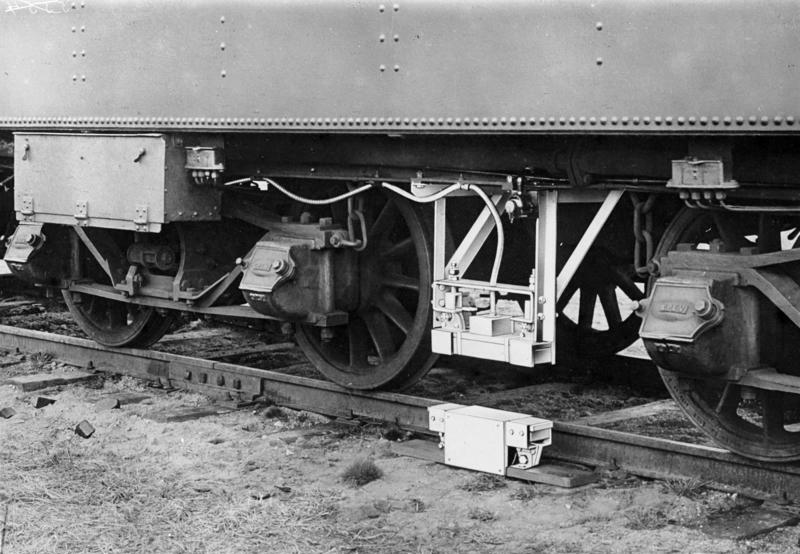
Fahrzeugmagnet-Prototyp am Tender einer Dampflokomotive (1930)

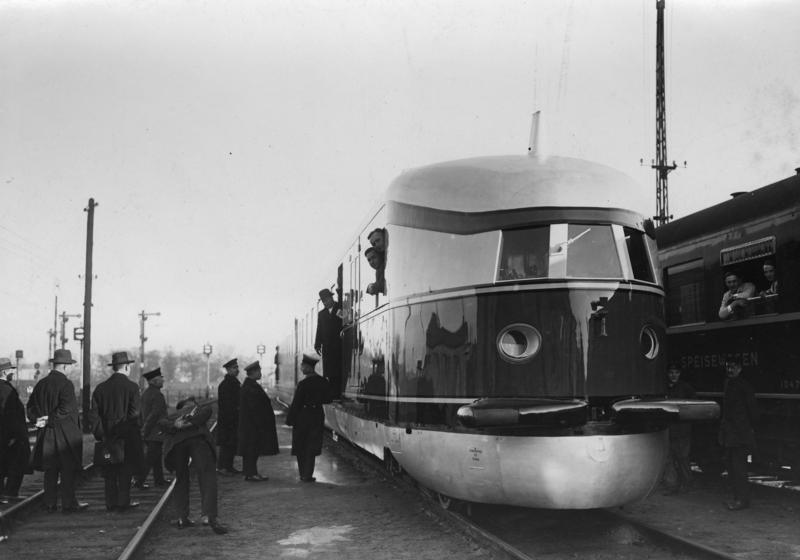
Schnelltriebwagen Fliegender Hamburger. 1935, zwei Jahre nachdem die DR mit dem Fliegenden Hamburger ihren von Berlin ausgehenden Schnellverkehr aufnahm, waren bereits 18 Schnelltriebwagen und 147 Lokomotiven mit Indusi ausgestattet.

Im Jahre 1909 entwickelte Siemens & Halske erstmals eine elektromechanische Zugbeeinflussung, die jedoch bei Schnee und starker Verschmutzung nicht zuverlässig genug arbeitete. Um 1926 kam es zur Einführung der magnetischen Zugbeeinflussung, die allerdings eine Energieversorgung der Streckeneinrichtung erforderte. Daneben wurden zunächst weitere Technologien verfolgt, darunter die optische Zugsicherung der Bauart Bäseler-Zeiss, deren Optik indes zur Verschmutzung neigte.
Bereits 1919 wurde der Einsatz einer induktiven Zugsicherung vorgeschlagen. Nach einer Reihe von Vorstufen entwickelten die Vereinigten Eisenbahn-Signalwerke und die C. Lorenz AG zusammen mit der Deutschen Reichsbahn die Resonanzbauart mit drei Frequenzen. Die damals noch mit Induktiver Zugsicherung bezeichnete Zugbeeinflussung, die ab 1927 auf den Strecken Berlin–Hamburg und Hamburg–Bremen getestet wurde, benötigt keine örtliche Energieversorgung der Streckeneinrichtungen. Im Regelfall gab es bei mechanischen Stellwerken an den Signalen weder Stromanschluss noch freie Kabeladern. Bereits die ersten Versuchsgeräte wiesen die Grundstruktur mit 500-, 1000- und 2000-Hz-Resonatoren auf, die vor einem Signal dessen Signalbegriff über eine Induktionsspule zum Triebfahrzeug übertragen, dessen Geschwindigkeit kontrollieren und bei Gefahr, unberechtigt am Signal vorbeizufahren, eine Zwangsbremsung auslösen.
Die Resonanzbauart vermeidet die Schwäche von Zugbeeinflussungen in Gleichstrombauart, wie z. B. des Schweizer Systems Integra-Signum, beim Befahren mit sehr kleiner Geschwindigkeit nicht auszulösen. Gleichzeitig ist die Resonanzbauart unempfindlich gegen Eisenmassen im Gleis, beispielsweise in Weichen. Andererseits benötigt die Erzeugung der Wechselströme mit den drei verschiedenen Frequenzen Apparaturen, die in der damaligen Technologie recht kompliziert waren.
Die erste Serienbauart war die Indusi I 34, bei der die benötigten Wechselspannungen mit Frequenzen von 500, 1000 und 2000 Hz bei Dampflokomotiven direkt vom mit Zusatzwicklungen ausgerüsteten Turbogenerator erzeugt wurden, dessen Drehzahl konstant gehalten werden musste. Der Ruhestrom im Fahrzeugmagnet lag bei etwa einem Ampère. 1935 waren bereits 165 Triebfahrzeuge und 4500 Kilometer Strecke mit Indusi ausgerüstet.
Wegen der Kriegsauswirkungen mussten 1944 die bis dahin installierten Indusi-Geräte auf 870 Fahrzeugen und 6700 Streckenkilometern stillgelegt werden.

### Nachkriegszeit
1947 machte man mit 870 Fahrzeuggeräten und 1180 Streckenkilometern einen Neuanfang. Die Fahrzeugausrüstung wurde 1954 von der damaligen Deutschen Bundesbahn (DB) als Indusi I 54 standardisiert. Beim System I 54 und dessen Nachfolger Indusi I 60 werden die benötigten Wechselspannungen nicht mehr direkt von einem rotierenden Generator, sondern von Transistorgeneratoren erzeugt. Während Siemens für jede der drei Frequenzen einen Einzelgenerator verwendete, kommt bei der Bauart SEL ein einziger Generator mit nachgeschalteten Frequenzteilern zum Einsatz. Der Ruhestrom im Fahrzeugmagnet wurde auf etwa 200 Milliampère reduziert, damit konnten auch die Gleismagnete kleiner und leichter ausgelegt werden. Diese Gleismagnete waren allerdings nicht mehr mit Fahrzeuggeräten der Ursprungsbauart I 34 nutzbar.
Das Streckennetz der DB wurde zügig und systematisch mit Indusi ausgerüstet. 1966 waren in 5494 (67 %) Triebfahrzeugen und Steuerwagen Zugsicherungsgeräte eingebaut. Mitte 1967 waren streckenseitig 13.356 km (73 %) des Hauptbahnnetzes mit Indusi gesichert. Bis 1975 wurden 90.000 Gleismagnete eingebaut. 1980 war die Ausrüstung des DB-Netzes im Wesentlichen abgeschlossen: Sämtliche Hauptbahnen und die dem Personenverkehr dienenden Nebenbahnen (gesamthaft 22.000 km) und 9200 Fahrzeuge (99,5 %) sind mit Indusi ausgestattet.
In der DDR wurden nach 1945 alle Indusi-Streckeneinrichtungen und in der Folge auch die Fahrzeuggeräte ausgebaut. Der Wiedereinsatz scheiterte in erster Linie am nahezu flächendeckenden Abbau der zweiten Streckengleise. Den Änderungen der Sicherungsanlagen für den eingleisigen Betrieb musste Vorrang eingeräumt werden. Allerdings wurde entschieden, das ausgebaute Material werterhaltend einzulagern. In den 1960er Jahren wurde wieder begonnen, eine Zugbeeinflussung einzurichten, zu Anfang nur mit 1000-Hz-Beeinflussung an Vorsignalen. Die eingelagerten Gleismagnete wurden dafür aufgearbeitet, allerdings erwiesen sich insbesondere die der letzten Baujahre, bei denen nur das Mittelteil mit den Spulenwicklungen vergossen worden war, als vielfach nicht mehr aufarbeitungsfähig korrosionsgeschädigt. In den 1970er Jahren wurden Indusi-Einrichtungen aus der Bundesrepublik importiert, neben Fahrzeugeinrichtungen insbesondere für Lokomotiven, die im Wechselverkehr DR–DB eingesetzt wurden, betraf das auch Gleismagnete. In Folge von Unfällen wurde in der DDR ab Ende der 1970er Jahre eine eigene Fahrzeugeinrichtung in Dreifrequenzbauart entwickelt.

## Aufbau

### Fahrzeugausrüstung

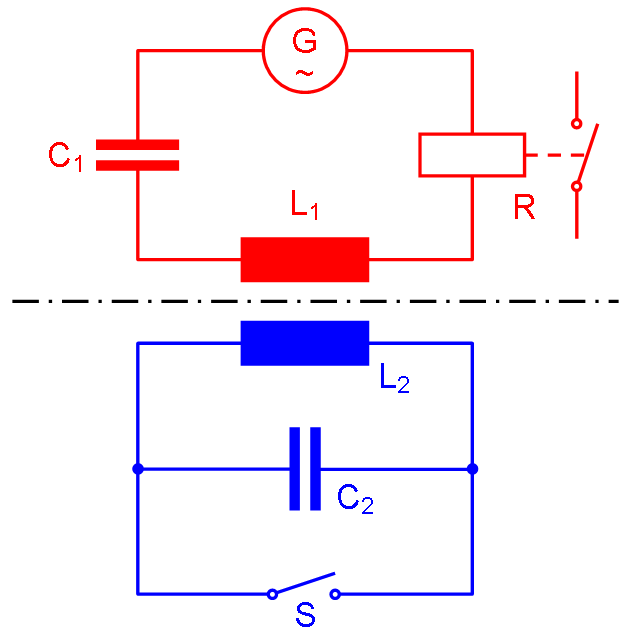
Prinzipschaltbild Indusi
(für eine Frequenz dargestellt)
Fahrzeugausrüstung (rot):
G Dreifrequenzgenerator
C_{1} Kondensator
L_{1} Fahrzeugmagnet (Spule)
R Impulsrelais
Streckenausrüstung (blau):
L_{2} Gleismagnet (Spule)
C_{2} Kondensator
S Kurzschlussschalter (bei Fahrt zeigendem Signal geschlossen)

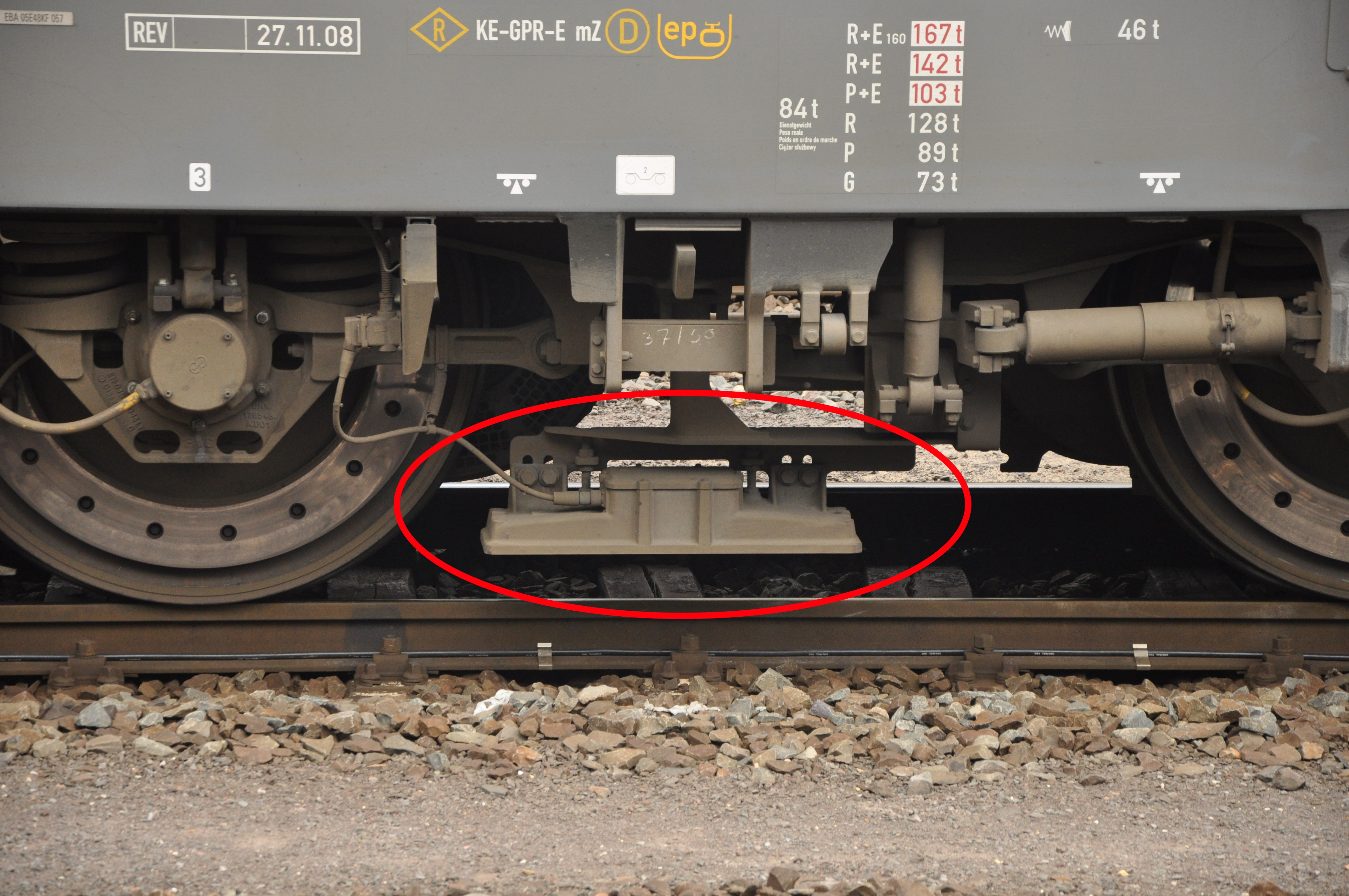
Fahrzeugmagnet an einer Traxx-Lokomotive

Am Triebfahrzeug oder Steuerwagen befindet sich jeweils in Fahrtrichtung auf der rechten Seite, in der Regel am ersten Drehgestell, der Fahrzeugmagnet. Dessen drei Spulen werden aus der Fahrzeugeinrichtung permanent mit Wechselströmen in den Frequenzen 500, 1000 und 2000 Hz gespeist. Bei älteren Anlagen befindet sich in jedem Stromkreis ein bistabiles Relais, das Impulsrelais, das weitere Schaltvorgänge auslöst. Bei modernen Anlagen wird der Strom von elektronischen Bauelementen überwacht, die die Veränderungen an die Auswertebaugruppe weitergeben. Erfolgte Beeinflussungen, Handlungen des Triebfahrzeugsführers, Luftdruck in der Hauptluftleitung, Fahrgeschwindigkeiten und weitere Daten werden auf einem Papierstreifen oder in elektronischen Speichergeräten registriert. Nach Unfällen oder anderen gefährlichen Ereignissen werden die registrierten Daten sichergestellt und ausgewertet.
Die Fahrzeugausrüstungen der Dreifrequenzbauart sind grundsätzlich gleich aufgebaut. Es gibt jedoch Unterschiede bei der Erzeugung der benötigten Wechselströme, bei den Auswertebaugruppen und bei den Registriereinrichtungen.

### Streckenausrüstung
Am Gleis liegen die Gleismagnete, deren Spule zusammen mit einem Kondensator einen auf eine bestimmte Frequenz abgestimmten Schwingkreis bildet. Sie werden mit Gleismagnethaltern an der in Fahrtrichtung rechten Schiene auf der Außenseite befestigt und ausgerichtet.
- Der 1000-Hz-Magnet an Vorsignalen oder Überwachungssignalen von Bahnübergängen überprüft das Aufnehmen der Warnstellung des Signals und das Einleiten der Bremsung.
- Der 500-Hz-Magnet liegt 150 bis 250 Meter[5] vor einem Hauptsignal, das einen besonderen Gefahrenpunkt deckt. Er überprüft den Bremsvorgang auf eine festgelegte Geschwindigkeit und gewährleistet, dass die Schutzstrecke hinter dem Hauptsignal nicht unerlaubterweise überfahren wird.
- Der 2000-Hz-Magnet an Hauptsignalen dient als Fahrsperre bei haltzeigendem Signal und löst sofort eine Zwangsbremsung aus.
- 1000/2000-Hz-Doppelgleismagnete werden an Hauptsignalen mit Vorsignalisierung oder wenn am gleichen Standort ein Vor- und Hauptsignal steht, eingesetzt. Ihre Resonanzfrequenz kann durch einen zuschaltbaren Kondensator umgeschaltet werden. Praktisch sind alle neueren 1000- oder 2000-Hz-Gleismagnete Doppelgleismagnete. Wird nur die 1000-Hz-Funktion benötigt, dann wird der zusätzliche Kondensator mit einer einzulegenden Brücke fest in den Schwingkreis eingeschaltet. Bei reinen 2000-Hz-Magneten wird der zusätzliche Kondensator nicht beschaltet.
- Schaltmagnete enthalten keine Kondensatoren, die Spule bildet keinen Schwingkreis. Sie lösen beim Befahren keine Beeinflussung der Fahrzeugeinrichtung aus, sondern werden für die Steuerung von Geschwindigkeitsprüfeinrichtungen genutzt.

Die Gleismagnete sind in der Grundstellung oder unbeschaltet aktiv. Bei fahrtzeigenden Formsignalen wird der Gleisschwingkreis durch Kontakte von Flügel- bzw. Scheibenstromschließern kurzgeschlossen, bei Lichtsignalen durch Relaiskontakte. Damit wird der Gleisschwingkreis soweit verstimmt, dass keine Beeinflussung des Fahrzeuggerätes erfolgt.
1000-Hz-Gleismagnete werden auch zur Sicherung von Langsamfahrstellen (mit einer Beschränkung auf 80 km/h oder weniger) eingesetzt. Bei Langsamfahrstellen mit einer Geschwindigkeit unter 40 km/h wird der Bremsvorgang zusätzlich mit einem 500-Hz-Magnet überwacht. Langsamfahrstellen zwischen 90 und 140 km/h können nur mit Geschwindigkeitsprüfeinrichtungen gesichert werden.
Nicht alle Strecken waren oder sind komplett mit 500-, 1000- und 2000-Hz-Magneten ausgestattet. In der Anfangszeit wurden nur Vorsignale mit 1000-Hz-Magneten versehen.

### Funktion
Der Fahrzeugmagnet erzeugt permanent ein elektromagnetisches Feld mit einer Frequenz von 500, 1000 und 2000 Hz. Beim Überfahren eines Gleismagnetes wird in diesem eine Spannung induziert. Im Resonanzfall – wenn die Frequenz des Fahrzeugmagnetes derjenigen des Gleisschwingkreises entspricht – fällt der Strom im Fahrzeugschwingkreis der betreffenden Frequenz stark ab, das in dessen Stromkreis liegende, in Grundstellung angezogene Impulsrelais fällt ab und löst weitere Schaltvorgänge aus.

## Betriebsprogramm

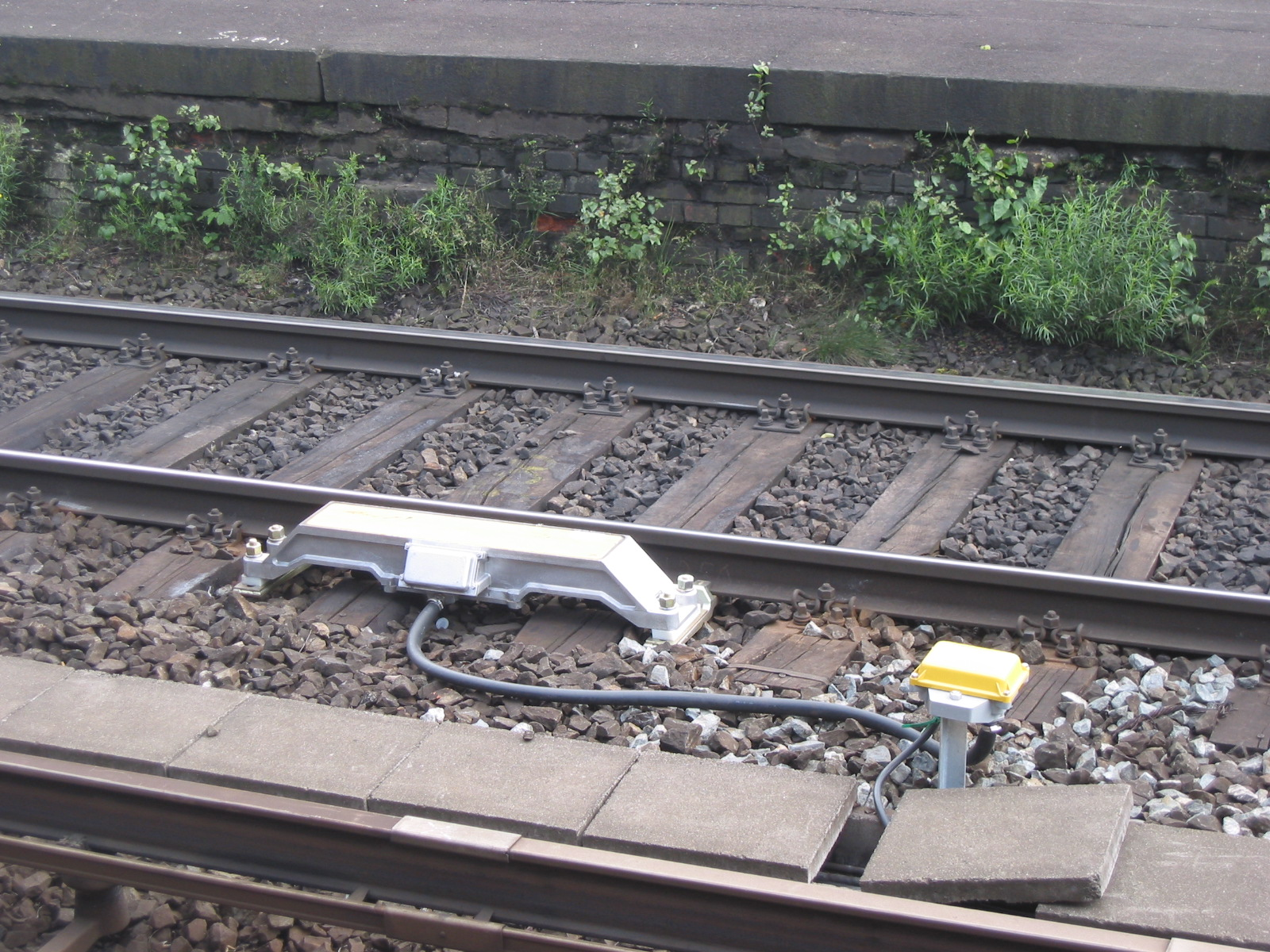
Indusi-Gleismagnet

Beim Passieren eines Vorsignals oder Hauptsignals mit Vorsignalisierung, das Halt erwarten oder eine zu erwartende Geschwindigkeit unter 90 km/h ankündigt, erfolgt eine 1000-Hz-Beeinflussung der Fahrzeugausrüstung. Der Triebfahrzeugführer muss innerhalb von vier Sekunden die Wachsamkeitstaste betätigen. Hierdurch bestätigt er, dass er den geschwindigkeitseinschränkenden Signalbegriff erkannt hat und eine Bremsung einleitet. Ohne diese Quittierung ertönt ein Warnton und es erfolgt eine Zwangsbremsung. Gleichzeitig wird der einzuleitende Bremsvorgang durch eine zeitabhängige Geschwindigkeitsüberwachung überprüft. Die Prüfgeschwindigkeit ist abhängig von der Bremsstellung und vom Bremsverhältnis (Bremshundertstel).
Eine 1000-Hz-Beeinflussung erfolgt auch an Bahnübergangsüberwachungssignalen, wenn die Bahnübergangssicherungsanlage nicht eingeschaltet oder gestört ist.
Durch den 500-Hz-Gleismagnet wird eine zusätzliche Geschwindigkeitsprüfung ausgelöst, wenn das nachfolgende Hauptsignal Halt oder eine Geschwindigkeit unter 40 km/h zeigt. Auch hier ist die Prüfgeschwindigkeit, bei deren Überschreitung eine Zwangsbremsung ausgelöst wird, von der Bremsstellung und vom Bremsgewicht abhängig.
Überwachungspunkte der Indusi I 60:
| Indusi- Zugart | Brems- stellung | Brems- hundertstel | Prüfgeschwindigkeit 1000-Hz-Beeinflussung | Prüfgeschwindigkeit 500-Hz-Beeinflussung |
| -------------- | --------------- | ------------------ | ----------------------------------------- | ---------------------------------------- |
| O              | R/P             | über 110           | 95 km/h nach 20 s                         | 65 km/h                                  |
| M              | R/P             | 66 bis 110         | 75 km/h nach 26 s                         | 50 km/h                                  |
| U              | R/P             | unter 66           | 65 km/h nach 34 s                         | 40 km/h                                  |
| U              | G               | alle Werte         | 65 km/h nach 34 s                         | 40 km/h                                  |

Eine Folge der Ausrüstung von Langsamfahrstellen bis 80 km/h mit ungesteuerten 1000-Hz-Magneten ist, dass Züge in Zugart M und U fallweise deutlich weiter heruntergebremst werden müssen, als für die Langsamfahrstelle eigentlich erforderlich ist.
Der 2000-Hz-Gleismagnet am Hauptsignal löst bei Halt zeigendem Signal sofort eine Zwangsbremsung aus. Damit sollen Züge, die trotz den beiden vorherigen Prüfungen doch noch am Signal vorbeifahren, möglichst noch innerhalb des Durchrutschweges zum Stillstand gebracht werden.
Falls es erforderlich ist, trotz aktivem 2000-Hz-Gleismagnet an einem haltzeigenden Hauptsignal vorbeizufahren, kann die Beeinflussung durch das Bedienen der Befehlstaste überbrückt werden. Eine solche Fahrt kann durch ein Ersatz-, Vorsicht- oder Gegengleisfahrt-Ersatzsignal oder durch einen vom Fahrdienstleiter ausgestellten schriftlichen Befehl veranlasst werden. Damit wird die Auslösung der Zwangsbremsung zwar unterdrückt, aber die Beeinflussung und das Bedienen der Befehlstaste werden auf dem Registrierstreifen festgehalten. Während dieser Zeit ist die Höchstgeschwindigkeit auf 40 km/h begrenzt, und es ertönt eine dauerhafte akustische Warnung.
Eine weitere Anwendung der Indusi ist die Überwachung der zulässigen Geschwindigkeit vor einem Gefahrenpunkt auf der Strecke durch einen Geschwindigkeitsprüfabschnitt.

## Indusi außerhalb der Bundesrepublik Deutschland
Die Indusi wird außerhalb Deutschlands auch in Österreich, Rumänien und bei OC Transpo in Kanada eingesetzt. In der Türkei sind ebenfalls einige Strecken mit dem System ausgestattet. Bei den Jugoslawischen Eisenbahnen wurde die deutsche Indusi ebenfalls eingesetzt. Sie wurde nach deren Zerfall von den Nachfolgebahnen beibehalten.
Einen Sonderfall stellt Israel dar. Es gibt zwar praktisch ein identisches und von deutschen Herstellern geliefertes System, doch liegen die Magnete dem Linksverkehr angepasst auf der in Fahrtrichtung linken Seite.
Indusi I 60 wurde bei der Metro Mekka in Saudi-Arabien als Rückfallebene installiert.

### Deutsche Demokratische Republik

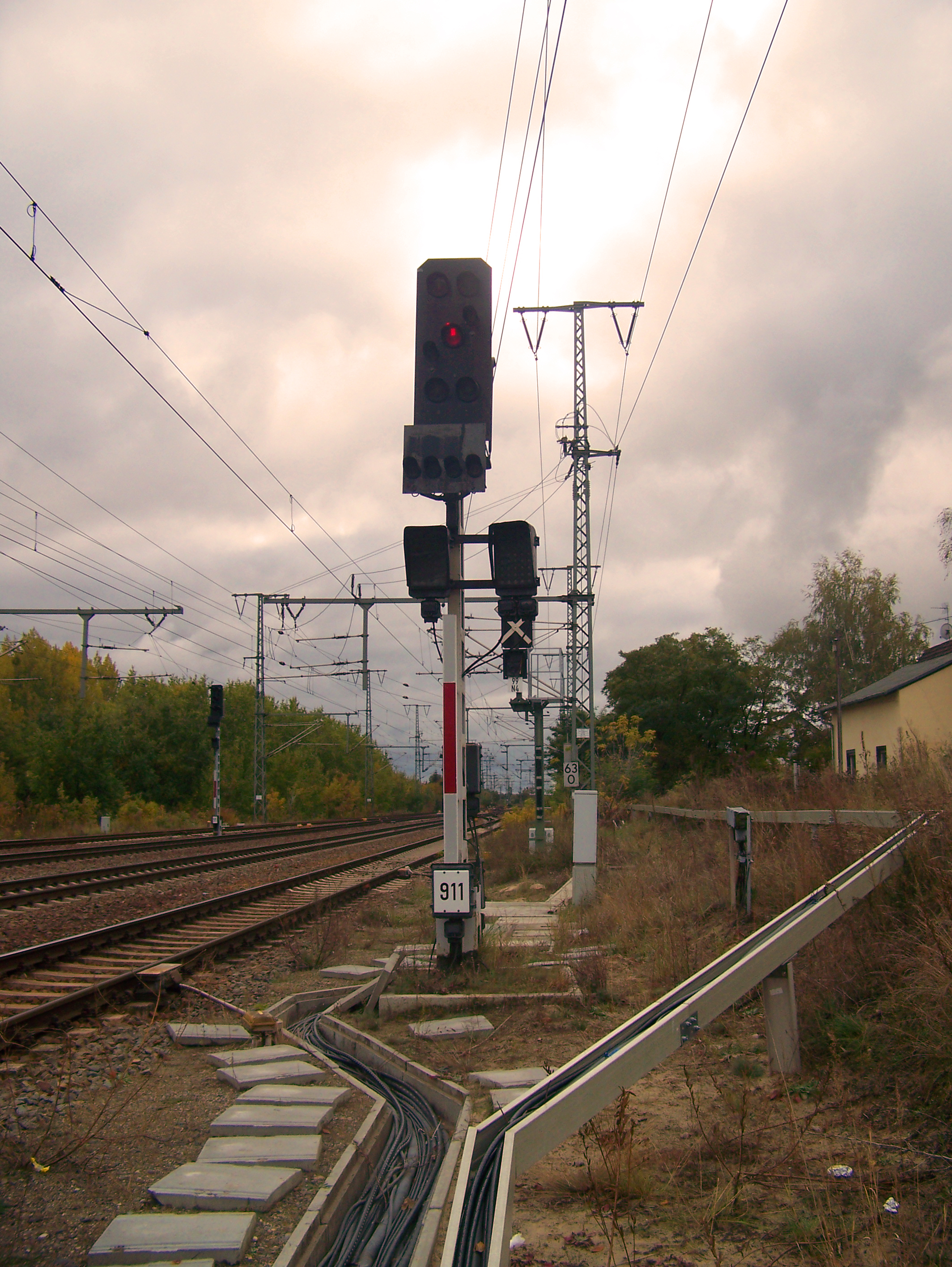
Hl-Signal mit Gleismagnet im Bahnhof Golm bei Potsdam

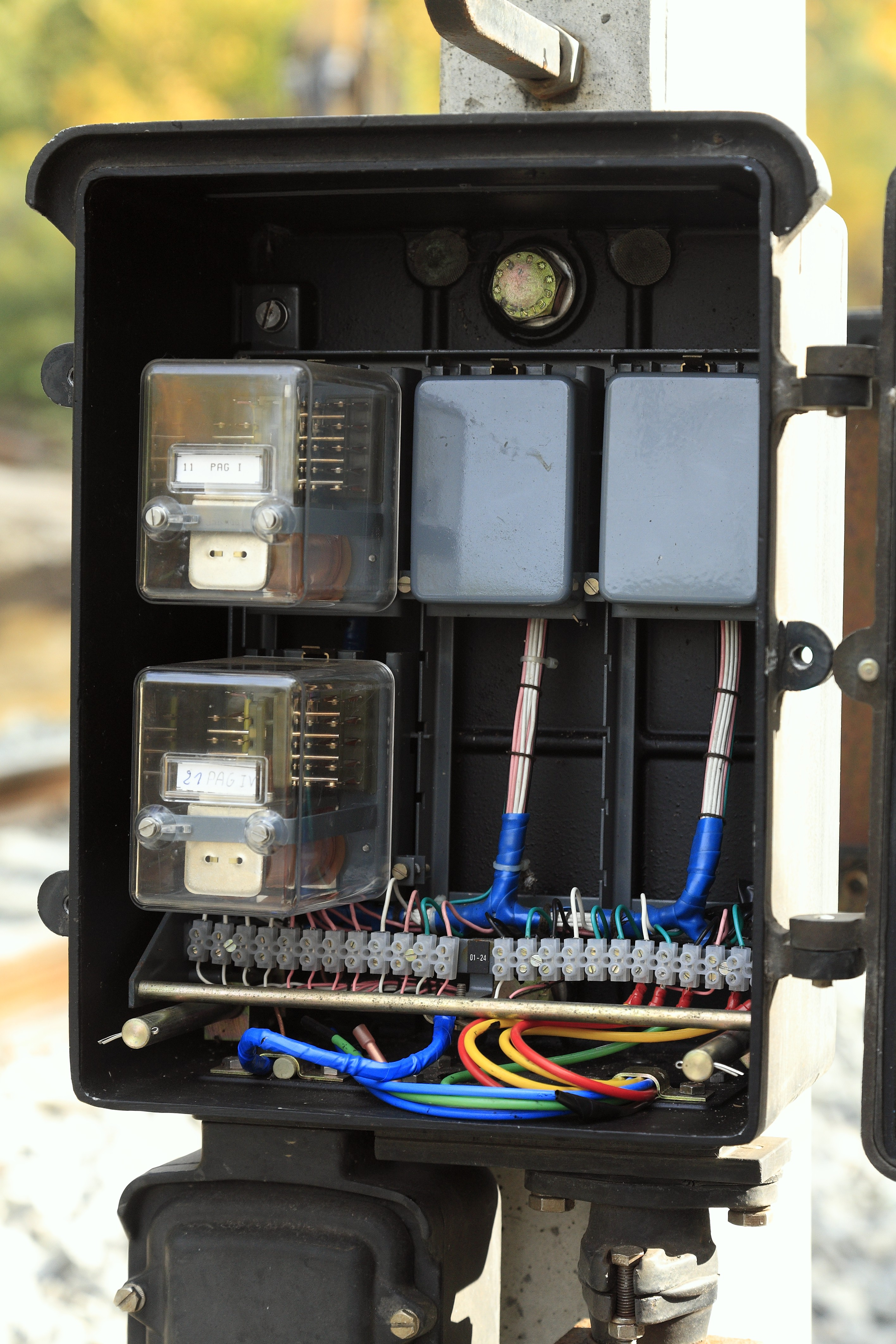
PZB-Relaiskasten mit Gleismagnetsteuerrelais PAG I (oben) und PAG IV (unten)

Bei der Deutschen Reichsbahn (DR) wurden seit dem Ende der sechziger Jahre zunächst Fahrzeug- und etwas später Streckenausrüstungen aus aufgearbeiteten Altbeständen eingebaut. Gleichzeitig rüstete man Triebfahrzeuge mit I-60-Anlagen der Firma Siemens und später mit rumänischen Nachbauten I 60 Icret aus. Die Steuerung bei Lichtsignalen erfolgt von Anfang an über Gleismagnetsteuerrelais (zu Anfang I für Indusirelais, später PAG, punktförmige Zugbeeinflussung, Anschaltrelais, Gleismagnet) in einem Relaiskasten am Signalmast. Insbesondere bei Signalen mit Gleichstromspeisung wurden niederohmige Stromrelais in die Lampenstromkreise eingeschaltet. Bei neueren Stellwerken werden Spannungsrelais, die über zusätzliche Kabeladern von der dazugehörenden Signalgruppe gesteuert werden, eingesetzt. In der Anfangszeit wurden die PAG-Relais im Hauptrotstromkreis überwacht. Ein hängenbleibendes PAG-Relais hätte sich durch Ersatzrotanschaltung bemerkbar gemacht. Aufgrund des lastlosen Schaltens der PAG-Relais trat dieser Fall nie ein. Deshalb wurde auf diese Überwachung ab 1986 wieder verzichtet. Bei Blocksignalen des automatischen Streckenblocks ist bei ausreichend kurzem Kabelweg zwischen Blockschrank und Signal auch die Direktsteuerung aus dem Blockschrank ohne Relaiskasten am Signalmast möglich und üblich.
Zur Ablösung von Importen und wegen der notwendigen Modernisierung entwickelte der VEB Geräte- und Reglerwerk Teltow in den 1980er Jahren ein eigenes, zur vorhandenen Streckenausrüstung kompatibles Fahrzeuggerät mit der Bezeichnung PZ 80 und zusätzlich eigene Gleismagnete und Gleismagnethalter in geschweißter Ausführung. Die Fahrzeugausrüstung erzeugte die benötigten Wechselspannungen wie die Geräte der Bauart Siemens mit drei einzelnen Transistorgeneratoren.
Die PZ 80 unterstützte erweiterte Funktionen zusätzlich zur originalen Indusi. So ermöglichte ein Rangierprogramm die Vorbeifahrt an haltzeigenden Signalen. Dieses Rangierprogramm überwacht gleichzeitig die Geschwindigkeit auf 40 km/h. Die Umschaltung zwischen dem der zulässigen Geschwindigkeit entsprechenden und dem Rangierprogramm war durch zwei gesonderte Tasten einfach möglich. Die Höchstgeschwindigkeit der Züge wurde nicht nur in drei Zugarten, sondern in 10-km/h-Schritten zwischen 50 und 160 km/h vorgegeben. Dabei wurde die Höchstgeschwindigkeit ab 6 km/h Überschreitung durch Zwangsbremsung gesichert, die aber – wie bei der I 60R auch – nicht bis zum Stillstand wirkte. Die Überwachung des Bremsvorganges nach einer 1000-Hz-Beeinflussung erfolgte nicht punktförmig durch die angehängte Geschwindigkeitsprüfung nach einer Zeitspanne, sondern durch eine durchgehende Bremskurve. Der Fußpunkt der Bremskurve lag immer bei 60 km/h, die überwachte Wegstrecke der Bremskurve war je nach Programm variabel (z. B. 750 m im Überwachungsprogramm 120 km/h). Nach frühestens 500 Meter war eine Befreiung aus der Bremskurve möglich, wenn auf den nächsten 900 Metern keine weitere PZB-Beeinflussung zu erwarten war. Zusätzlich war der Permissivmodus aus den Fahrdienstvorschriften der DR implementiert. In dieser Betriebsart wurden die zulässigen Geschwindigkeiten (umschaltbar tagsüber 50, nachts 15 km/h) überwacht, ohne die Grundeinstellungen für die Zugfahrt zu verändern.
Bei der Streckenausrüstung gab es Unterschiede zwischen Strecken der Deutschen Reichs- und Bundesbahn. Bei einer vorangekündigten Geschwindigkeit von 40 km/h blieb der 500-Hz-Magnet bei der DR wirksam, bei der DB nicht. Während die DB ihre Strecken kontinuierlich ausrüstete, wurde die Nachrüstung der Reichsbahnstrecken nicht so konsequent verfolgt. 1990 waren erst 75 Prozent der Hauptbahnen und 10 Prozent der Nebenbahnen mit Zugbeeinflussungseinrichtungen ausgerüstet.

### Österreich
Die Österreichischen Bundesbahnen (ÖBB) setzten Indusi das erste Mal 1963 auf der nach deutschen Vorschriften befahrenen Strecke Salzburg–Freilassing ein. Ab 1965 wurde die Westbahn ausgerüstet und heute ist Indusi praktisch flächendeckend installiert. Der Verzicht auf ein eigenes Zugbeeinflussungssystem erwies sich als vorteilhaft, da so Triebfahrzeuge aus Deutschland auch in Österreich verkehren können und umgekehrt.
Wegen der beengten Raumverhältnisse vieler österreichischer Bahnhöfe ragten die Indusi-Durchrutschwege bis in den Weichenbereich hinein, was zusätzliche Fahrstraßenausschlüsse bedingte und den Betriebsfluss beeinträchtigte. Um die Leistungsfähigkeit des Streckennetzes zu verbessern, verzichtet man seit den 1970er Jahren auf die Durchrutschwege und ersetzte sie durch so genannte Schutzwege, die in der Regel nur 50 Meter lang sind. Damit wurde ein wesentliches Element der Indusi-Sicherheitsphilosophie geopfert.
500-Hz-Magnete fehlen in Österreich zumeist. Stattdessen werden bei vom Bahnsteigende weit entfernten Ausfahrsignalen Signalnachahmer mit 1000-Hz-Magneten nachgerüstet, die ebenso ein Anfahren gegen Halt zeigende Ausfahrsignale verhindern helfen.
Mit dem Ziel, die Sicherheit zu erhöhen, unternahmen die ÖBB Versuche mit einer aus SELCAB abgeleiteten Zugbeeinflussung. Angesichts der Entwicklung der einheitlichen Europäische Zugsicherung ETCS wurde das Projekt jedoch abgebrochen. Die Linienzugbeeinflussung LZB kommt in Österreich nur bei Geschwindigkeiten über 160 km/h zum Einsatz.

### Straßenbahnen
Auch bei Straßenbahnen werden punktförmig wirkende Koppelspulen zur Zugbeeinflussung eingesetzt. Wegen der hohen Bremsleistung der nach Straßenbahn-Bau- und Betriebsordnung zugelassenen Fahrzeuge kommen sie hier oft nur als Fahrsperren an Haupt- und wichtigen Fahrsignalen zur Verwendung. Sie sind etwas kleiner als die bei deutschen Eisenbahnen üblichen Magnete und meist links der linken oder rechten Schiene angeordnet.

### Tyne & Wear Metro
Die Stadtbahn Tyne & Wear Metro im Nordosten Englands verwendet seit der Betriebsaufnahme im Jahr 1977 eine vereinfachte Variante der PZB. Die Verlegeweise der Magnete weicht allerdings ab, sie sind an der Innenseite der in Fahrtrichtung linken Schiene eingebaut. Es werden nur 2000-Hz-Magnete für die Zwangsbremsung beim Überfahren von haltzeigenden Hauptsignalen verwendet. Die Fahrzeuge sind mit Magnetschienenbremsen ausgerüstet und können somit aus der Höchstgeschwindigkeit von 80 km/h innerhalb des Durchrutschweges von 150 m zum Stillstand gebremst werden. Das signaltechnische Prinzip ist dabei dasselbe wie bei den zeitgesteuerten, mechanisch wirkenden Fahrsperren („Tripcock“) der London Underground, aber mit dem Vorteil der berührungslosen, induktiven Übertragung.
An besonderen Gefahrenstellen wie Stumpfgleise vor Tunnelenden sind im Gleis mehrere schaltbare 2000-Hz-Magnete hintereinander in immer kürzeren Abständen bis auf zirka 10 Meter verlegt. Der letzte Magnet vor dem Tunnelende ist dauernd wirksam. Über eine Serie von Schienenkontakten, die vom Spurkranz der führenden Achse des Zuges betätigt werden, sowie von diesen geschalteten Zeitrelais, wird die Einfahrt der Züge kontrolliert. Hält ein Zug die Bremskurve ein, werden die Magnete unmittelbar vor seiner Überfahrt unwirksam. Ist der Zug aber zu schnell, überfährt er einen der 2000-Hz-Magneten, bevor dieser kurzgeschlossen wird. Damit wird die Zwangsbremsung auslöst. Somit wird eine Kollision des Zuges mit dem Tunnelende verhindert (siehe hierzu auch U-Bahn-Unfall von Moorgate).

## Sicherheitslücken
Dank ihrem einfachen Aufbau ist die Indusi sehr zuverlässig und bietet einen großen Sicherheitsgewinn mit vertretbarem Kostenaufwand. Wegen des Arbeitsstromprinzips der Übertragung ist die Indusi nicht signaltechnisch sicher. Ein fehlerhaft unwirksamer Gleismagnet kann nur durch periodische Prüfungen erkannt werden. Dieses Problem besteht allerdings bei allen älteren punktförmig wirkenden Zugbeeinflussungssystemen. Weil Indusi-Fahrzeuggeräte die Geschwindigkeit nur an zwei Stellen punktförmig überwachen, ergeben sich weitere Sicherheitslücken (siehe auch: Punktförmige Zugbeeinflussung: Sicherheitslücken). Nicht immer ist gewährleistet, dass ein Zug innerhalb des Durchrutschwegs zum Anhalten kommt:
- Wenn nach der Vorbeifahrt am Vorsignal die Wachsamkeitstaste betätigt, aber keine Bremsung eingeleitet wird.
- Wenn nach einer Geschwindigkeitsprüfung am 500-Hz-Magnet nicht weitergebremst wird.
- Wenn ein Zug nach einem Zwischenhalt gegen ein Halt zeigendes Hauptsignal fährt und beschleunigt.

Im S-Bahn-Verkehr erhalten diese Sicherheitslücken eine höhere Bedeutung. Auf das hohe Beschleunigungsvermögen der S-Bahn-Triebzüge ist die Indusi I 60 nicht ausgelegt, wie z. B. der Unfall von Rüsselsheim im Jahre 1990 gezeigt hat. Weil viele S-Bahn-Strecken parallel zu sonstigen Bahnstrecken verlaufen, besteht eine erhöhte Gefahr von Signalverwechselungen.
Der erste Fall wurde bei der Bauform PZ 80 durch die intern im Fahrzeuggerät nachgebildete Bremskurve an Stelle der nur punktförmig wirkenden angehängten Geschwindigkeitsprüfung und durch die dauernde Höchstgeschwindigkeitsüberwachung in einstellbaren zehn-km/h-Schritten soweit behoben, dass ein damit ausgerüstetes Fahrzeug innerhalb des Schutzabschnittes hinter einem haltzeigenden Signal zum Stehen kommt. Im dritten Fall wird von einem PZ-80-Fahrzeuggerät durch eine 500-Hz-Beeinflussung eine sofortige Zwangsbremsung ausgelöst, wenn der Triebfahrzeugführer eine Befreiung aus der vorhergegangenen 1000-Hz-Beeinflussung vorgenommen hat. Beide Neuerungen bewährten sich und wurden in die PZB 90 übernommen, die Zugarteneinstellung in zehn-km/h-Schritten und die Permissivprogramme allerdings nicht.

## Weitere Entwicklung

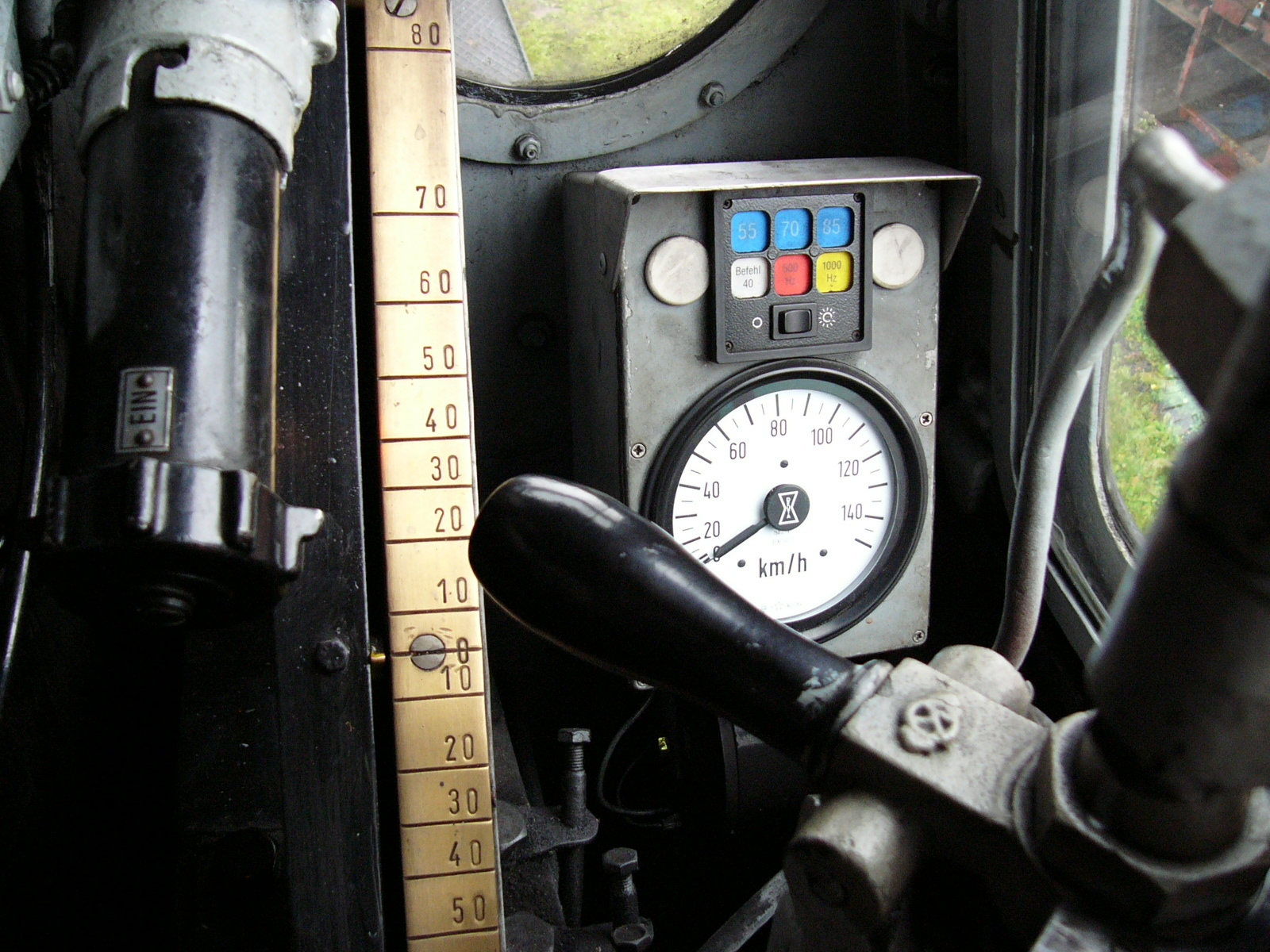
Leuchtmelderblock für System PZB 90 und Tachometer auf einer Dampflokomotive

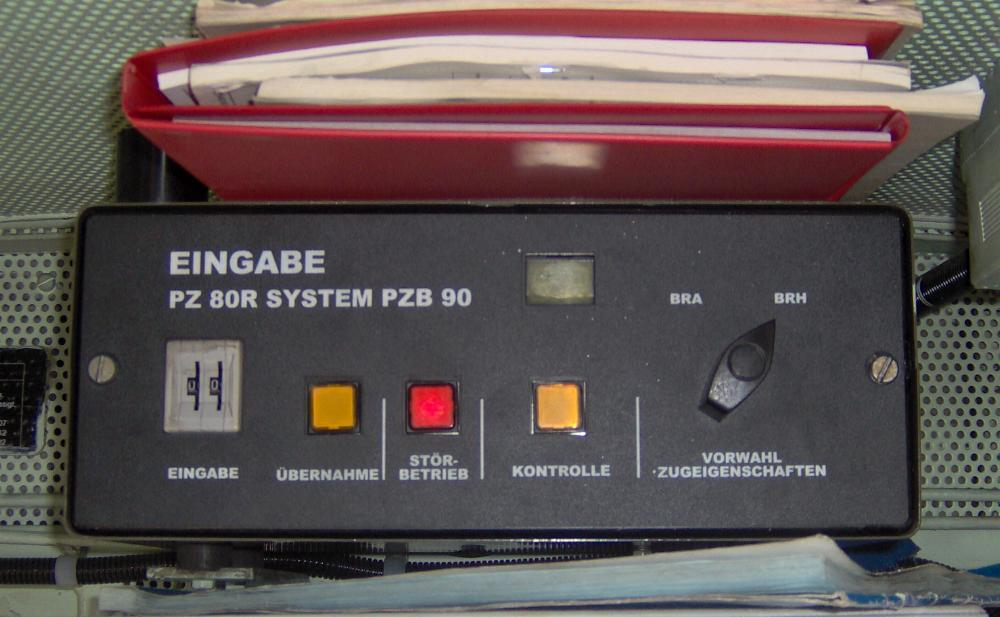
Modifizierter Dateneinsteller DES der PZ 80R

Im Fahrzeuggerät LZB 80 wurden 1984 erstmals die Indusi-Funktionen nicht mehr mit fest verdrahteten elektromechanischen oder elektronischen Bauteilen realisiert, sondern mit Hilfe der Mikroprozessortechnik und programmierbarer Software. Hierdurch wurde es möglich, die Geschwindigkeit nicht nur bei bestimmten Zeit- bzw. Wegpunkten zu überwachen, sondern kontinuierlich mit einer Bremskurve. Das Impulsrelais der früheren Bauarten wurde durch eine elektronische Auswertung abgelöst.
Ab 1990 stand mit dem Fahrzeuggerät Indusi I 60R auch für Fahrzeuge ohne Linienzugbeeinflussung eine Indusi in Mikroprozessortechnik zur Verfügung. Fahrzeuggeräte der Bauart I 60R registrieren die Fahrdaten erstmals in digitaler Form.
Nach mehreren schweren Unfällen wurde Mitte der 1990er Jahre eine Weiterentwicklung des Indusi-Systems beschlossen. Die Sicherheitslücken, die das Indusi-System insbesondere im S-Bahn-Verkehr aufweist, wurden durch ein erweitertes punktförmiges Zugbeeinflussungssystem geschlossen. Die Bedienung der Indusi-Bauarten, die sich während der deutschen Teilung unterschiedlich entwickelt hatten, sollten vereinheitlicht werden. Die neuen Fahrzeuggeräte werden nicht mehr mit Indusi bezeichnet, sondern mit Punktförmiger Zugbeeinflussung (PZB). Einerseits wurden neue Fahrzeuggeräte entwickelt, andererseits hat man vorhandene I-60- oder PZ-80-Fahrzeuggeräte umgebaut, indem das PZB-90-Betriebsprogramm implementiert wurde.
Auf Strecken der DB Netz, die mit der Punktförmigen Zugbeeinflussung ausgerüstet sind, dürfen nur noch Triebfahrzeuge verkehren, die mit einem Fahrzeuggerät der Bauart PZB 90 ausgerüstet sind.
Bezüglich ETCS werden Indusi und das Nachfolgesystem PZB 90 als Klasse-B-System geführt.